# Piligena mackieae
Piligena mackieae là một loài ruồi trong họ Tachinidae.